# الالیت
الالیت (به انگلیسی: Elaliite) نام یک کانی تازه شناسایی شده غیر زمینی است که در نوامبر ۲۰۲۲ در یک شهاب سنگ ۱۵ تنی به نام العلی «El Ali» در سومالی کشف شد.
این شهاب‌سنگ در سال ۲۰۲۰ در محلی به همین نام و در کشور سومالی با سطح زمین برخورد کرد. اکتشافات جدید محققان می‌تواند سرنخ‌های مهمی در مورد کیفیت شکل‌گیری سیارک‌ها ارائه بدهد. به همراه این کانی، کانی دیگری به نام الکینزتانتونیت توسط دانشمند سیاره شناس بانو لیندی الکینز تانتون کشف شد.